# فتح قيسارية
هو حصار قام به المماليك بقيادة الملك الظاهر ركن الدين بيبرس لاستعادة قيسارية، من قبضة الصليبيين، وقد سقطَت قلعة قيسارية الصليبية في أيدي المماليك عام 1265. حيث في عام 1251، قام لويس التاسع بتحصين المدينة، وأمر ببناء أسوار عالية (أجزاء منها لا تزال قائمة) وخندق عميق. ومع ذلك، لم تتمكن الأسوار القوية من إبعاد السلطان المملوكي بيبرس، الذي أمر قواته بتسلق الجدران في عدة أماكن في وقت واحد، مما مكنهم من اختراق المدينة.